# Castle Inn
Das Castle Inn ist ein ehemaliges Hotel in der schottischen Ortschaft Greenlaw in der Council Area Scottish Borders. 1971 wurde das Bauwerk in die schottischen Denkmallisten in der höchsten Denkmalkategorie A aufgenommen.

## Geschichte
Das ehemalige Hotel wurde vermutlich im frühen 19. Jahrhundert erbaut. Damit fällt es in den Bauzeitraum des gegenüberliegenden Rathauses, mit welchem es stilistische Merkmale teilt. Wahrscheinlich beherbergte das Castle Inn einst Richter und Anwälte, die im Justiztrakt des Rathauses vorübergehend tätig waren.

## Beschreibung
Das Castle Inn liegt an der High Street (A697) im Zentrum Greenlaws. Es ist Teil des geschützten Zentrums (Conservation Area) Greenlaws und gehört zu den wenigen Gebäuden, die vom Straßenverlauf zurückversetzt sind. Das zweistöckige Gebäude ist klassizistisch ausgestaltet. Die fünf Achsen weite, nordexponierte Frontseite ist mit schwach hervortretenden Eckrisaliten im Schema 1–3–1 gegliedert. Flache Pilaster flankieren das zentrale Eingangsportal. Dieses schließt mit Dreiecksgiebel und ist über eine Vortreppe zugänglich. Die Fassaden schließen mit einem schlichten, umlaufenden Kranzgesims. Das Dach ist mit Schiefer eingedeckt. Remisen und Stallungen sind seitlich und hinter dem Gebäude gelegen.